# مسعود بن محمود الغزنوي
مسعود بن محمود بن سُبُكْتِكِيْن من ملوك الدولة الغزنوية.

## مولده ونشأته
ولد مسعود الغزنوي بغزنة «بين خراسان والهند»، ونشأ في بين سلطنة وجهاد وعدل. وولي أصبحان في أيام أبيه، وقد توفي أبوه في عام 421هـ، وبويع أخٌ له اسمه «محمد» بغزنة.

## توليه المُلك
لما تولى محمد الولاية على غزنة أقبل أخوه مسعود يريدها، فثار الجند على محمد وقيدوه وخلعوه ونادوا بشعار «مسعود»، وكتبوا إليه بما فعلوا، فدخل غزنة سنة 422هـ وبايعه الناس وأتته رسل الملوك، واجتمع له ملك خراسان وغزنة وبلاد الهند والسند وسجستان وكرمان ومكران والري وأصبهان وبلاد الجبل. وعظم سلطانه وفتح قلاعاً في الهند كانت ممتنعة على أبيه. ودخل السلاجقة خراسان، فقاتلهم وأجلاهم عنها، وعاد إلى غزنة.
بحلول القرن الخامس الهجري كانت قوة السلاجقة قد تعالت وأصبحوا دولة قوية، مما بدأ يُثير قلق السلطان محمود الغزنوي حاكم الدولة الغزنوية في بلاد الهند وفارس. وبسبب هذا قام محمود بشن حملة على السلاجقة عام 415 هـ، انتهت بالقبض على سلطانهم أرسلان بيغو وعدد كبير من أتباعه، وأرسل أرسلان إلى سجن قضى فيه أربع سنوات ثم مات. لكن في عام 419 هـ ثار السلاجقة وخرجوا عن سيطرة محمود، فأرسل إليهم بعض الجنود لكنهم هُزموا وتابع السلاجقة سيرهم عبر بلاد ما وراء النهر، فدمروا ونهبوا العديد من المدن، فأرسل إليهم محمود الغزنوي أمير طوس الذي أستمر بملاحقتهم سنتين في تلك البلاد. لكن في عام 421 هـ توفي محمود دون أن يَقضي على السلاجقة، فسار ابنه مسعود بن محمود إليهم حيث طلبوا الصلح، وبهذا توقف النزاع بين الطرفين لفترة قصيرة. وما إن سار مسعود إلى الهند لقمع تمرد آخر ثار السلاجقة مُجدداً، فأرسل إليهم جيشاً التقوا معه في نيسابور وهزمهم، ولذلك انسحبوا إلى الري فنشبت بينهم وبين مسعود آخر معركة واستطاع أن يَهزمهم ويخضعهم.
ولكن كل الحروب المذكورة سابقاً قادها أتباع أرسلان بيغو الذي قبض عليه محمود الغزنوي على أيامه، لكنهم هُزموا بعد حربهم مع مسعود، في حين أتى مكانهم طغرل بك بن ميكائيل - ابن أخي أرسلان - الذي قاد حروب السلاجقة بعد ذلك وقام بتأسيس الدولة السلجوقية.

## مقتله
خرج مسعود من غزنة في عام 432هـ - 1040م يريد أن يشتو في الهند على عادة والده، وأخذ معه أخاه محمداً الذي كان قد بويع قبله وخُلع، فلما عبر سيحون ائتمر به بعض عسكره وأكرهوا أخاه على موافقتهم فقبضوا على مسعود واعتقلوه في «قلعة كيكي» ثم قتلوه.
وقد كان شجاعاً كريماً كثير الصدقات محباً للعلماء، وقد صنفوا له كتباً كثيرة في علوم مختلفة، وله آثار في العمران، وصنفت العديد من الكتب في سيرته.